# デュークス・マヨ・ボウル
デュークス・マヨ・ボウルは、2002年よりノースカロライナ州シャーロットのバンク・オブ・アメリカ・スタジアムにて行われているボウル・ゲームである。シャーロットがジョージ3世の王妃の名前にちなんでいたため、当初は"クイーンシティー・ボウル"となっていたが、スポンサーの関係で名称は数度変更されている。現在はACCチームが毎年出場し、対戦相手はSEC,Big Ten,Big 12チームのいずれかが出場している。

## 歴史
2002年にレイコム・スポーツ(現在のグレイ・テレビジョン)によってシャーロットでのボウル・ゲーム開催が発表。当初はクイーンシティー・ボウルという大会名称だったが、コンチネンタル・タイヤ・ボウル(2002-04年),マイニキ・カーケア・ボウル(2005-10年),ベルク・ボウル(2011-19年)と名称が変わり現在の大会名となっている。
開始当初はACCチームと旧ビッグ・イースト・カンファレンスが出場していたが、2013年の解体に伴いACC5位チームと、AAC3位チームが出場していた。
2011年にシャーロットに本拠を置くデパートチェーンのベルクが3年契約(2013年まで)のスポンサーシップに同意。その後6年の契約延長となり2019年までの間は"ベルク・ボウル"として大会が行われた。  2014年CFPチームのセレクトが行われた後、大会側はACC2位チームとSECチームの2位が選出される形に変更。
2019年11月20日、ベルクは2019年大会以降のスポンサー撤退を公表。2020年6月にデュークス・マヨネーズが新スポンサーとなることが決定。スポンサーの提案により、チーム勝利時に行われるゲータレード・シャワーの代わりにマヨネーズの入った大きなジャーを勝利コーチの頭に落とすのが現在慣例となっている。 
また同年に、2025年まではACCチームの対戦相手が偶数年はBig Tenチーム、偶数年はSECチームとなるスケジューリングとなった。その年に選出されないチームはラスベガス・ボウルへの出場が予定されている。
2020年大会の試合では勝利したウィスコンシン大のQBグラハム・マーツが不用意にトロフィーを壊してしまうというアクシデントが発生した。

## 試合結果
ランキングは当時のAP通信投票に基づいている。
| 日付       | 名称                           | 勝利チーム                         | 勝利チーム | 敗戦チーム                   | 敗戦チーム | 来場者数 |
| ---------- | ------------------------------ | ---------------------------------- | ---------- | ---------------------------- | ---------- | -------- |
| 2002/12/28 | コンチネンタル・タイヤ・ボウル | バージニア大(ACC)                  | 48         | ウエストバージニア大         | 22         | 73,535   |
| 2003/12/27 | コンチネンタル・タイヤ・ボウル | バージニア大                       | 23         | ピッツバーグ大(Big East)     | 16         | 51,236   |
| 2004/12/30 | コンチネンタル・タイヤ・ボウル | No.25 ボストン・カレッジ(Big East) | 37         | ノースカロライナ大(ACC)      | 24         | 73,258   |
| 2005/12/31 | マイニキ・カーケア・ボウル     | ノースカロライナ州立大(ACC)        | 14         | サウスフロリダ大(Big East)   | 0          | 57,937   |
| 2006/12/30 | マイニキ・カーケア・ボウル     | No.23 ボストン・カレッジ           | 25         | 海軍兵学校(無所属)           | 24         | 52,303   |
| 2007/12/29 | マイニキ・カーケア・ボウル     | ウェイクフォレスト大(ACC)          | 24         | コネチカット大(Big East)     | 10         | 53,126   |
| 2008/12/27 | マイニキ・カーケア・ボウル     | ウエストバージニア大               | 31         | ノースカロライナ大           | 30         | 73,712   |
| 2009/12/26 | マイニキ・カーケア・ボウル     | No.17 ピッツバーグ大               | 19         | ノースカロライナ大           | 17         | 50,389   |
| 2010/12/31 | マイニキ・カーケア・ボウル     | サウスフロリダ大                   | 31         | クレムソン大(ACC)            | 26         | 41,122   |
| 2011/12/27 | ベルク・ボウル                 | ノースカロライナ州立大             | 31         | ルイビル大(Big East)         | 24         | 58,427   |
| 2012/12/27 | ベルク・ボウル                 | シンシナティ大(Big East)           | 48         | デューク大                   | 34         | 48,128   |
| 2013/12/28 | ベルク・ボウル                 | ノースカロライナ大                 | 39         | シンシナティ大               | 17         | 45,211   |
| 2014/12/30 | ベルク・ボウル                 | No.13 ジョージア大(SEC)            | 37         | No.20 ルイビル大(ACC)        | 14         | 45,671   |
| 2015/12/30 | ベルク・ボウル                 | ミシシッピ州立大(SEC)              | 51         | ノースカロライナ州立大       | 28         | 46,423   |
| 2016/12/29 | ベルク・ボウル                 | No.18 バージニア工科大(ACC)        | 35         | アーカンソー大(SEC)          | 24         | 46,902   |
| 2017/12/29 | ベルク・ボウル                 | ウェイクフォレスト大               | 55         | テキサスA&M大                | 52         | 32,784   |
| 2018/12/29 | ベルク・ボウル                 | バージニア大(ACC)                  | 28         | サウスカロライナ大(SEC)      | 0          | 48,263   |
| 2019/12/31 | ベルク・ボウル                 | ケンタッキー大(SEC)                | 37         | バージニア工科大             | 30         | 44,138   |
| 2020/12/30 | デュークス・マヨ・ボウル       | ウィスコンシン大(Big Ten)          | 42         | ウェイクフォレスト大         | 28         | 1,500    |
| 2021/12/30 | デュークス・マヨ・ボウル       | サウスカロライナ大                 | 38         | ノースカロライナ大           | 21         | 45,520   |
| 2022/12/30 | デュークス・マヨ・ボウル       | メリーランド大(Big Ten)            | 16         | No.25 ノースカロライナ州立大 | 12         | 37,228   |
| 2023/12/27 | デュークス・マヨ・ボウル       | ウエストバージニア大(Big 12)       | 30         | ノースカロライナ大           | 10         | 42,925   |

Source:

## MVP

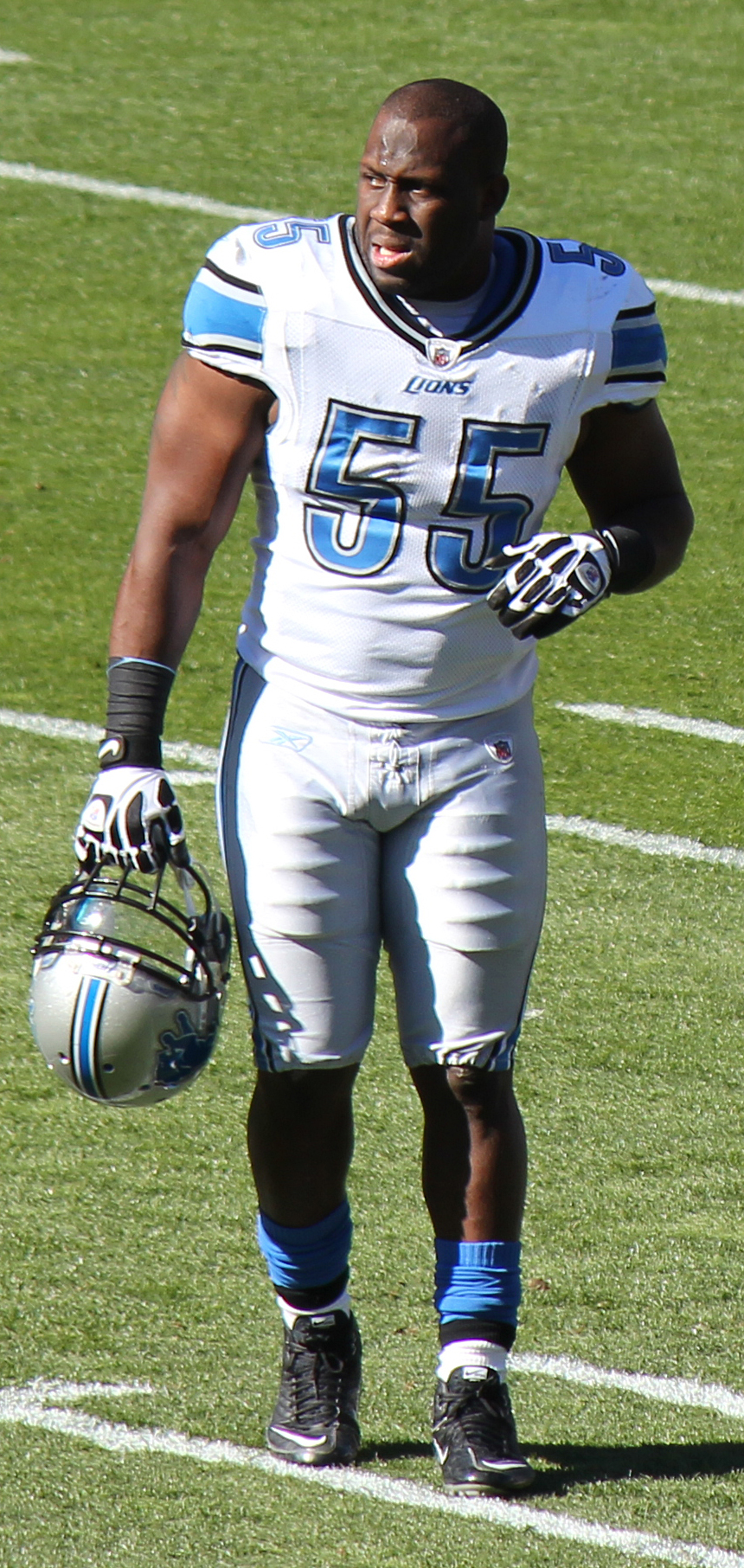
2005年大会MVPのスティーブン・トゥロック

| 年   | MVP                      | 大学                   | ポジション |
| ---- | ------------------------ | ---------------------- | ---------- |
| 2002 | ワリ・ランディ           | バージニア大           | RB(TB)     |
| 2003 | マット・ショーブ         | バージニア大           | QB         |
| 2004 | ポール・ピーターソン     | ボストン・カレッジ     | QB         |
| 2005 | スティーブン・トゥロック | ノースカロライナ州立大 | LB         |
| 2006 | ジョロン・ドゥンバー     | ボストン・カレッジ     | LB         |
| 2007 | ケネス・ムーア           | ウェイクフォレスト大   | WR         |
| 2008 | パット・ホワイト         | ウエストバージニア大   | QB         |
| 2009 | ディオン・ルイス         | ピッツバーグ大         | RB         |
| 2010 | B.J.ダニエルズ           | サウスフロリダ大       | QB         |
| 2011 | マイク・グレノン         | ノースカロライナ州立大 | QB         |
| 2012 | ブレンドン・ケイ         | シンシナティ大         | QB         |
| 2013 | ライアン・スウィッツァー | ノースカロライナ大     | WR         |
| 2014 | ニック・チャブ           | ジョージア大           | RB         |
| 2015 | ダック・プレスコット     | ミシシッピ州立大       | QB         |
| 2016 | キャム・フィリップス     | バージニア工科大       | WR         |
| 2017 | ジョン・ウォルフォード   | ウェイクフォレスト大   | QB         |
| 2018 | オラミデ・ザキアス       | バージニア大           | WR         |
| 2019 | リン・ボウデン           | ケンタッキー大         | QB         |
| 2020 | ジャック・サンボーン     | ウィスコンシン大       | LB         |
| 2021 | ダケレオン・ジョイナー   | サウスカロライナ大     | WR/QB      |
| 2022 | ジャコリアン・ベネット   | メリーランド大         | DB         |
| 2023 | ギャレット・グリーン     | ウエストバージニア大   | QB         |

## チーム別出場回数
2023年段階の出場回数をまとめている (22試合, トータル44チーム).
- 複数回出場チーム

| ランク | チーム                 | 出場回数 | 記録 |
| ------ | ---------------------- | -------- | ---- |
| 1      | ノースカロライナ大     | 6        | 1–5  |
| 2      | ノースカロライナ州立大 | 4        | 2–2  |
| 3      | バージニア大           | 3        | 3–0  |
| 3      | ウェイクフォレスト大   | 3        | 2–1  |
| 3      | ウエストバージニア大   | 3        | 2–1  |
| 6      | ボストン・カレッジ     | 2        | 2–0  |
| 6      | シンシナティ大         | 2        | 1–1  |
| 6      | ピッツバーグ大         | 2        | 1–1  |
| 6      | サウスフロリダ大       | 2        | 1–1  |
| 6      | バージニア工科大       | 2        | 1–1  |
| 6      | サウスカロライナ大     | 2        | 1–1  |
| 6      | ルイビル大             | 2        | 0–2  |

- 1度のみ出場のチーム

勝利(5): ジョージア大, ケンタッキー大, メリーランド大, ミシシッピ州立大, ウィスコンシン大
敗北 (6): アーカンソー大, クレムソン大, コネチカット大, デューク大, 海軍兵学校, テキサスA&M大
2023年現在、ACC加盟14チームのうち10チームは出場。残り4チームはフロリダ州立大・ジョージア工科大・マイアミ大・シラキュース大である。ピッツバーグ大・ボストンカレッジ・ルイビル大はACC所属前は旧ビッグ・イースト・カンファレンスでの出場回数も含んでいる(ピッツバーグ大は2度とも、ボストンカレッジ・ルイビル大は各1度ずつ出場している)。

## カンファレンス別出場数
| Conference   | Record | Record | Record | Record   | Appearances by season                                      | Appearances by season                                                  |
| Conference   | Games  | W      | L      | Win pct. | Won                                                        | Lost                                                                   |
| ------------ | ------ | ------ | ------ | -------- | ---------------------------------------------------------- | ---------------------------------------------------------------------- |
| ACC          | 22     | 10     | 12     | .455     | 2002, 2003, 2005, 2006, 2007, 2011, 2013, 2016, 2017, 2018 | 2004, 2008, 2009, 2010, 2012, 2014, 2015, 2019, 2020, 2021, 2022, 2023 |
| The American | 11     | 5      | 6      | .455     | 2004, 2008, 2009, 2010, 2012                               | 2002, 2003, 2005, 2007, 2011, 2013                                     |
| SEC          | 7      | 4      | 3      | .571     | 2014, 2015, 2019, 2021                                     | 2016, 2017, 2018                                                       |
| Big Ten      | 2      | 2      | 0      | 1.000    | 2020, 2022                                                 |                                                                        |
| Big 12       | 1      | 1      | 0      | 1.000    | 2023                                                       |                                                                        |
| 無所属       | 1      | 0      | 1      | .000     |                                                            | 2006                                                                   |

- The Americanの記録は旧ビッグ・イースト・カンファレンス分も含めたデータである。 record includes appearances of the Big East Conference, as The American retains the charter of the original Big East, following its 2013 realignment. Teams representing the Big East appeared in 10 games, compiling a 5–5 record.
- 無所属:海軍兵学校(2006)2チームのうち8チームが出場、1

マイアミ大ラトガース大・シラキュース大・テンプル大の4チームが未、うちバージニア工科大はACC所属後の参加となった。